# メインストリート (中村あゆみの曲)
「メインストリート」は、1989年7月にリリースされた中村あゆみの13枚目のシングルである。
アナログレコードとCDが同時発売となった。規格品番はアナログレコードが7HB-2028、CDが10HD-2028。

## 解説
- 表題曲は本人出演のCM「カナダドライジンジャーエール」のイメージソングである。
- アルバム『KIDS BLUE』からのリカットではあるが、シングルバージョンでは冒頭部分のボーカルパートが削られている。
- 近年のライブでは自らアコースティックギターを弾きながら歌うシーンが見られる。

## 収録曲
1. メインストリート
  - 作詞・中村あゆみ／編曲:中村あゆみ・古村敏比古
2. 19 BLUES
  - 作詞:中村あゆみ／作曲:中村あゆみ・古村敏比古／編曲:古村敏比古・梁邦彦

## 収録作品
- メインストリート
  - KIDS BLUE
  - HEART of DIAMONDS II <Remix Version>
  - Decade-Ayumi Live- <Live Version>
  - BEST COLLECTION HUMMING BIRD YEARS '84-'93
  - Ayumi of AYUMI〜30th Anniversary All Time Best
- 19 BLUES
  - BEST COLLECTION HUMMING BIRD YEARS '84-'93